# Cubierta de botes

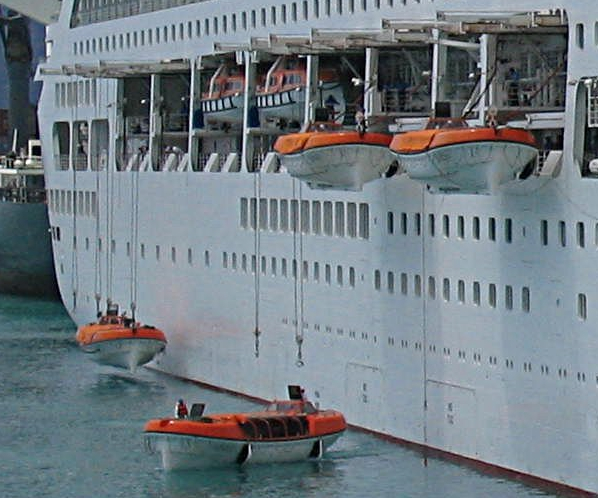
Cubierta de botes de un buque de pasajeros.

La cubierta de botes o cubierta de abandono es la parte de los barcos desde la cual se accede a los botes salvavidas durante una evacuación. Habitualmente es una de las cubiertas más altas, pensando en que, si el barco se hunde con cierta lentitud, dicha cubierta sería lo último que se sumerja. 
Durante la maniobra de abandono de una embarcación los botes salvavidas son arriados desde su posición habitual hasta un nivel intermedio por fuera de la borda. Es allí que pasajeros y tripulantes embarcan para continuar luego con la puesta en el agua de estas embarcaciones. 
En la fotografía (tomada durante un zafarrancho de abandono, posiblemente simulado para practicar) se observan: dos botes en su posición a "son de mar" (los que están en sus calzos), dos botes en posición de embarque desde la cubierta de abandono, un bote en proceso de arriado al agua y un último ya en el agua, liberado de los cables de izado.
Existen diferentes medios de evacuación similares, como balsas autoinflables, botes de caída libre o freefall, etc. Eso condicionará la arquitectura de la cubierta de botes y la ubicación de estos últimos en la obra muerta. 